# Циклоли

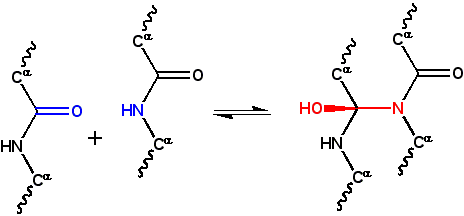
Класична циклольна реакція: дві пептидні групи зв'язуються зв'язком N-C’, перетворюючи карбонильний кисень на гідроксильну групу. Хоча ця реакція і спостерігається в деяких циклічних пептидах, з точки зору вільної енергії вона несприятлива, переважно через стабілізацію резонансу пептидного зв'язку. Ця реакція була основою циклольної моделі білків Дороті Мод Рінч.

Гіпотеза циклолів — перша спроба створення моделі просторової структури згорнутого глобулярного білка. Гіпотеза була запропонована Дороті Мод Рінч (англ. Dorothy Maud Wrinch) в кінці 1930-х років, і засновувалася на трьох припущеннях. По-перше, гіпотеза припускала, що дві пептидні групи можуть бути зв'язани перехресним зв'язком у циклольній реакції, ці перехресні зв'язки — ковалентні аналоги нековалентних водневих зв'язків між пептидними групами. Ця реакція дійсно спостерігається в ергопептидах та деяких інших сполуках. По-друге, гіпотеза припускала, що за деякими умовами, амінокислоти природно утворюють максимальне можливе число циклольних зв'язків, приводячи до утворення циклольних молекул та навіть мереж або тканин. Ці циклольні молекули і тканини ніколи не спостерігалися. Нарешті, гіпотеза припускала, що глобулярні білки мають третинну структуру у формі правильного або напівправильного багатогранника, створеного з циклолів без вільних країв. Такі «закриті циклольні молекули» також ніколи не спостерігалися.
Хоча пізніші дані привели до повної перебудови цієї моделі, кілька елементів моделі було підтверджено, наприклад безпосередньо циклольна реакція та гіпотеза, що гідрофобний ефект головним чином відповідає за згортання білків. Циклольна гіпотеза стимулювала багатьох учених почати дослідження структури і хімії білків, та була передвісником точніших моделей, що запропонували подвійну спіраль ДНК і вторинну структуру білків. Гіпотеза також стала прикладом, як емпірична теорія може опинитися помилковою.

## Виноски
1. ↑  Tiselius, A (1939). The Chemistry of Proteins and Amino Acids. Annual Review of Biochemistry. 8: 155—184.